# Güneyce, İkizdere
Güneyce là một thị trấn thuộc huyện İkizdere, tỉnh Rize, Thổ Nhĩ Kỳ. Dân số thời điểm năm 2010 là 921 người.